# 韓国文学のオクリモノ
「韓国文学のオクリモノ」（かんこくぶんがくのオクリモノ）とは、晶文社が刊行する韓国文学の叢書。2017年10月に刊行開始。
「韓国の若い世代の作家による作品」で構成されている。刊行時点の陣容は全6冊。

## ラインナップ
- 『ギリシャ語の時間』ハン・ガン、斎藤真理子訳、2017年10月
- 『三美スーパースターズ：最後のファンクラブ』パク・ミンギュ、斎藤真理子訳、2017年11月
- 『走れ、オヤジ殿』キム・エラン、古川綾子訳、2017年12月
- 『誰でもない』ファン・ジョンウン、斎藤真理子訳、2018年1月
- 『あまりにも真昼の恋愛』キム・グミ、すんみ訳、2018年3月
- 『鯨』チョン・ミョングァン、斎藤真理子訳、2018年5月